# Cudot
Cudot é uma comuna francesa na região administrativa de Borgonha-Franco-Condado, no departamento Yonne. Estende-se por uma área de 19,75 km². Em 2010 a comuna tinha 352 habitantes (densidade: 17,8 hab./km²).